# Barker Bill's Trick Shooting
Barker Bill's Trick Shooting é um jogo lançado em 1990 exclusivamente para o Nintendinho, sendo um dos poucos jogos compatíveis com a pistola de luz Nintendo Zapper. O jogo nada mais é que uma pequena gincana de tiro ao alvo comandado por um bigodudo e sua assistente de bikini.
Uma curiosidade sobre este jogo é: Aproveitando-se da popularidade do Duck Hunt Dog, do jogo Duck Hunt lançado 4 anos antes, a Nintendo utilizou este personagem neste jogo, dando a opção para o player de baleá-lo.

## Recepção
Allgame deu a nota of 3.5 de 5, e a revista Game Freaks 365 deu uma nota de 83 (equivalente a uma nota "B") na sua revisão crítica de 2005.